# Shanks (film)
Pour les articles homonymes, voir Shanks.
Pour plus de détails, voir Fiche technique et Distribution.
Shanks est un film américain réalisé par William Castle et sorti en 1974.

## Fiche technique
- Titre original : Shanks
- Réalisation : William Castle
- Scénario : William Castle
- Musique : Alex North
- Photographie : Philip H. Lathrop
- Montage : William H. Ziegler
- Production : William Castle
- Date de sortie : 1974

## Distribution
- Marcel Marceau : Malcolm Shanks / Old Walker
- Tsilla Chelton : Mrs. Barton
- Philippe Clay : Mr. Barton
- Cindy Eilbacher : Celia
- Helena Kallianiotes : Mata Hari
- Larry Bishop : Napoleon
- Don Calfa : Einstein
- Biff Manard : Goliath